# Single UNIX Specification
Single UNIX Specification – dokument publikowany przez The Open Group, definiujący jak powinien zachowywać się system klasy UNIX.
Obecna wersja ma numer 3. Zawartość jest oparta w dużej mierze na specyfikacji POSIX, ale Single UNIX Specification stało się około roku 2001 bardziej popularne wśród twórców systemów operacyjnych. Stało się tak głównie dlatego, że The Open Group udostępnia swój dokument znacznie taniej.

## Historia
SUS powstał w latach 80. XX w. jako próba ustandaryzowania interfejsu systemów operacyjnych dla programów pisanych pod różne warianty UNIX-a. Potrzeba taka istniała ze strony przedsiębiorstw pragnących pisać programy, których będzie można użyć na systemach różnych producentów bez konieczności reimplementacji. Jako podstawę systemu wybrano UNIX częściowo z powodu jego neutralności (miał więcej niż jednego producenta).
Standardy te złożyły się w 1988 roku na IEEE 1003 (zarejestrowany także jako ISO/IEC 9945), albo POSIX (ang. Portable Operating System Interface for uniX).
We wczesnych latach 90. kilka przedsiębiorstw (Hewlett-Packard, IBM, Santa Cruz Operation, Sun Microsystems, Univel, Unix System Laboratories, razem tzw. Wielka Szóstka) założyło Common Open Software Environment. Celem COSE było stworzenie Common API Specification (Spec 1170), co doprowadziło do Wojen Unixowych. Ta specyfikacja zyskała większą popularność za sprawą darmowej dostępności (w przeciwieństwie do specyfikacji POSIX).
W 1998 roku powstała grupa robocza znana jako Austin Group, która zaczęła projektować połączony standard Single UNIX Specification wersja 3; został on wydany 30 stycznia 2002.